# Ecnomus ulap
Ecnomus ulap là một loài Trichoptera trong họ Ecnomidae. Chúng phân bố ở miền Australasia.